# Nathalie Gassel
Nathalie Gassel (Bruxelles, 19 giugno 1954) è una scrittrice belga di lingua francese.

## Carriera
Scrittrice e fotografa belga, appassionata di Muay Thaj, arte marziale thainlandese. Nel 1999 partecipa come scrittrice ed atleta al Picturing the modern amazon, un testo illustrato sulla rivalutazione estetica del corpo umano, edito dal New Museum of Contemporary Art di New York e al Le labyrinthe des apparences, un testo di critica alle consuete posizioni morali dominanti, pubblicato dalla rivista dell'Università di Bruxelles. Caratterizzata da una scrittura elaborata e scolpita come il suo corpo, con Eros androgyne et Musculatures, Nathalie Gassel si è proposta di celebrare il corpo umano e di riaffermarne la sua potenza. Fino alla stesura decisiva nel testo, Années d'insignifiance, dove la scrittrice scopre il contesto trasgressivo e dilaniato della sua infanzia, non smettendo di esprimere l'insieme delle sue diverse influenze. Nel libro, Récit plastique conferma questo universo singolare esplorando anche la sua dimensione fotografica.
La scrittrice si esprime, citando il filosofo Frank Pierobon, "in una prosa volontariamente classica, che, tensioni quasi nervose la fanno costantemente vibrare intensamente", inoltre "Récit plastique fa dialogare testi e fotografie. Questo corpo a corpo, fra scritto e immagini, oscilla tra istinti di vita e di morte per giungere ad una riflessione venata di astrazione".

## Libri

### Traduzione in italiano
- Muscolature Edizione ES Milano
- liberonweb.com,  https://web.archive.org/web/20030730183949/http://www.liberonweb.com/asp/libro.asp?ISBN=8887939071 (archiviato dall'url originale il 30 luglio 2003).

### Lingua francese
- Eros Androgyne[4], 2000; ripubblicata da Le Cercle edizione tascabile, 2001, prefazione di Pierre Bourgeade.
- Musculatures[5], Ed. Le Cercle, Paris, 2001; ripubblicata da Le Cercle 2005, prefazione di Sarane Alexandrian.
- Stratégie d'une passion[6], Ed. Luce Wilquin, 2004.
- Construction d'un corpos pornographique[7], Ed. Cercle d'Art, Paris, 2005.
- Des années d'insignifiance[8], Ed. Luce Wilquin, 2006.
- Récit Plastique[9], testi e fotografie, Ed. Le sonnambule équivoque, 2008.
- Abattement[10], Ed. Maelström, Bruxelles, 2009.
- Ardeur et vacuité[11], Ed. Le somanmbule équivoque, Belgique, 2012.